# Рудольф, Кристоф
Кри́стоф (Христоф) Ру́дольф (нем. Christoph Rudolff, 1499—1545) — немецкий математик, автор первого немецкого учебника алгебры, в котором предложил знак радикала, закрепившийся в науке. Принадлежал к школе «коссистов» (немецких алгебраистов XVI века).

## Биография и научная деятельность
Родился в силезском городе Явор (ныне южная Польша). В 1517—1521 годах учился в Венском университете у Генрих Грамматеуса, позже работал в Вене домашним учителем.
Автор популярного немецкого учебника алгебры «Быстрый и красивый счёт при помощи искусных правил алгебры, обычно называемых „Косс“» (Behend und hübsch Rechnung durch die kunstreichen regeln Algebre, so gemeinicklich die Coß genennt werden, 1525 год, Страсбург). В этом труде он изложил действия над целыми и дробными числами, тройное правило, квадратные и кубические корни, геометрическую прогрессию, иррациональные числа, решение алгебраических уравнений первой и второй степени. Книга была написана ясным языком и снабжена умело подобранными примерами, она оказала большое влияние на развитие европейской алгебры, неоднократно переиздавалась с комментариями. Одно из изданий организовал Михаэль Штифель, и даже спустя два века Леонард Эйлер ссылался на Рудольфа в своём учебнике алгебры (1770).
В своей книге Рудольф впервые употребил придуманный им знак корня: (√, радикал), который представлял собой стилизованную первую букву слова radix (корень). Он также аргументированно обосновал, что любое (ненулевое) число в нулевой степени равно 1. Одним из первых использовал термин «алгоритм».
Помимо учебника алгебры, Рудольф опубликовал также ряд пособий по арифметике.